# Macunaga Akira (labdarúgó, 1914)
Macunaga Akira (Sizuoka, 1914. szeptember 21. – 1943. január 20.) japán válogatott labdarúgó.
A japán válogatott tagjaként részt vett az 1936. évi nyári olimpiai játékokon.

## Statisztika
| Japán válogatott | Japán válogatott | Japán válogatott |
| Időszak          | Mérk.            | gól              |
| ---------------- | ---------------- | ---------------- |
| 1936             | 2                | 1                |
| Összesen         | 2                | 1                |